# Michèle Perrein
Œuvres principales
Le Buveur de Garonne
Les Cotonniers de Bassalane
Michèle Perrein, née Michèle Barbe le 30 octobre 1929 à La Réole en Gironde et morte le 11 février 2010 à La Réole, est une journaliste et écrivaine française, lauréate du prix Interallié en 1984.

## Biographie
Michèle Barbe est la fille de Roger Barbe, un entrepreneur de travaux publics, et de Anne-Blanche Perrein. 
Elle fait des études classiques au collège de La Réole, suivies de deux années à la Faculté de droit de Bordeaux. À Paris, elle travaille comme secrétaire en expédiant des voitures vers l'Amérique du Sud tout en suivant en parallèle des cours du soir au Centre de formation des journalistes, dont elle est diplômée en 1953. 
Hélène Lazareff, directrice du magazine Elle, trouve que son patronyme « Barbe » est difficile à porter, elle décide alors de prendre celui de sa mère « Perrein ». Son métier de journaliste la conduit à suivre plusieurs procès, certains pour lesquels elle publie des articles dans Elle (Affaire Minou Drouet 1955) où elle met en doute l'authenticité des œuvres de Minou Drouet, ou Paris Match (Affaire Patrick Henry).
Mariée avec Jacques Laurent, avec lequel elle entretiendra jusqu'à la mort de celui-ci une indéfectible amitié, elle divorce quelques années plus tard pour suivre sa propre voie de romancière.
C'est en Gironde, que Michèle Perrein trouve l'inspiration pour beaucoup de ses œuvres littéraires, dont Le Buveur de Garonne et Les Cotonniers de Bassalane sont les plus connues. Côté théâtre, elle fait jouer sa pièce, L'Hôtel racine, à la Comédie des Champs-Élysées. Elle est également coauteur du scénario et des dialogues du film d'Henri-Georges Clouzot, La Vérité. Elle réalise également des reportages, enquêtes, interviews ou chroniques pour Combat, Elle, Arts et Spectacles, Votre beauté et rédige certains articles pour Paris Match, Marie Claire, F Magazine.
Après le décès brutal de son compagnon Michel Adam, dit Adam Thalamy (avec lequel elle a coécrit Ave Caesar en 1982), elle cesse son activité de romancière et se retire dans la ville de son enfance. Elle meurt des conséquences de la maladie d'Alzheimer[réf. nécessaire].

### Féministe d'avant-garde et indépendante
Très tôt intéressée par les relations entre les sexes, son écriture s'attache à les dépeindre au travers des carcans qui à ses yeux limitent l'homme et la femme dans leur épanouissement réciproque. En avance sur l'avènement du Mouvement de libération des femmes[réf. nécessaire], dans lequel elle ne se reconnaîtra ni dans la manière d'agir ni dans celle de penser, elle refusera toute opposition à l'autre sexe pour faire reconnaître un droit naturel à l'équité[réf. nécessaire] :

« Je suis devenue féministe par amour des hommes[réf. nécessaire] »

De l'innocence coupable de la Sensitive (1956) à Ave Caesar (1982) où un homme ose sa mise à nu, en passant par La Partie de plaisir (1971) qui revendique avant la loi de 1975 le droit à l'avortement, Michèle Perrein s'est attachée à une meilleure reconnaissance des spécificités comme des similitudes parfois refoulées des deux sexes.[non neutre]

## Œuvre
Romans
- 1956 : La Sensitive (Julliard) – Prix des quatre Jurys 1957
- 1957 : Le Soleil dans l'œil (Julliard)
- 1960 : Barbastre (Julliard)
- 1961 : La Flemme (Julliard)
- 1962 : Le Cercle (Julliard)
- 1965 : Le Petit Jules (Julliard)
- 1970 : La Chineuse (Julliard)
- 1970 : M'oiselle S. (Julliard)
- 1971 : La Partie de plaisir (Flammarion)
- 1973 : Le Buveur de Garonne (Flammarion) – Prix des libraires 1974
- 1975 : Le Mâle aimant (Julliard)
- 1976 : Gemma Lapidaire (Flammarion)
- 1978 : Entre chienne et louve (Grasset)
- 1980 : Comme une fourmi cavalière (Grasset)
- 1982 : Ave Caesar - rencontre avec Adam Thalamy (Grasset) – Grand prix de littérature de la ville de Bordeaux, 1982
- 1984 : Les Cotonniers de Bassalane (Grasset) – Prix Interallié 1984
- 1984 : La Sensitive ou l'innocence coupable (Grasset)
- 1989 : La Margagne (Grasset)

Pièces de théâtre
- 1966 : L'Hôtel Racine jouée à la Comédie des Champs Élysées
- 1968 : Un samedi, deux femmes (Ein sonntag, zwei frauen / Stück)